# Villa Romana di Patti

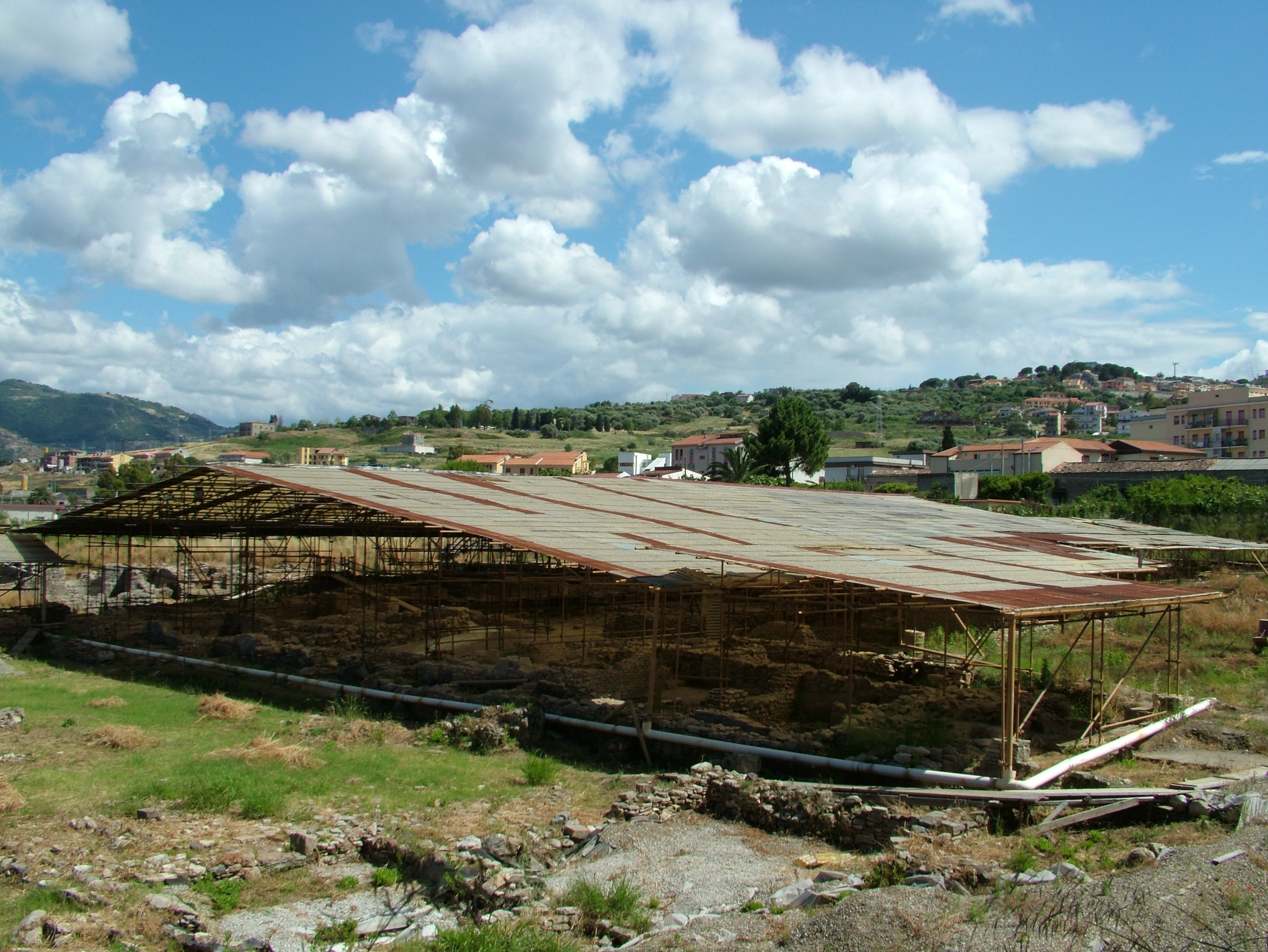
Aspecto geral do sítio arqueológico da Villa Romana di Patti.

A Villa Romana di Patti foi um antigo palácio rural romano, sede dum latifúndio, cujo sítio arqueológico se encontra localizado, actualmente, a 6 km de Tindari, comuna de Patti, Província de Messina, na ilha italiana da Sicília.

## Vestígios arqueológicos
No decorrer da década de 1970 duas importantes descobertas deram uma nova luz sobre a realidade do latifúndio tardo-romano, o que também permitiu colocar a grande Villa del Casale, em Piazza Armerina, numa perspectiva histórica mais clara.
A Villa Romana di Patti foi descoberta em 1973, durante os trabalhos de construção dum troço de auto-estrada, quando dois pilares destruiram parte do lado norte da villa. Embora as operações de escavação ainda estejam em curso e muitas salas estejam à espera de ser escavadas até ao nível do pavimento, a configuração geral da villa já é bastante clara.
A parte explorada corresponde ao núcleo da villa, com um pátio com peristilo ao centro, em torno do qual gira a zona residencial da villa. As salas mais representativas, típicas da edificação privada tardo-romana, são constituídas pela aula absidada, que se abre ao centro da ala oeste, e pelo triconco, verdadeiro ponto fulcral da ala sul, que pelo peristilo tem vista para o mar. O mosaico da aula absidada foi destruído, mas os pavimentos do peristilo e do triconco estão em excelente estado de conservação.
O mosaico do peristilo consiste numa grelha de painéis quadrados inseridos numa moldura contínua de grinaldas de loureiro enriquecidas por motivos ornamentais e florais. O mosaico do triconco tem medalhões circulares e octogonais incluindo volumes animais nos lados curvilíneos. O nível não muito elevado tanto do desenho como da policromia parecem indicar que o mosaico é produto duma oficina siciliana em vez de africana.
Posteriores resultados das investigações de escavação serão fundamentais para definir com maior precisão a cronologia da villa que, formada no século IV a.C., foi destruída por um violento terramoto por volta do ano 400.

## Literatura
- Brigit Carnabuci: Sizilien. 3ª edição actualizada. DuMont, Colónia, 2003, ISBN 3-7701-4385-X.
- G. Voza, Le ville romane del Tellaro e di Patti in Sicilia e il problema dei rapporti con l'Africa, no 150º aniversário  do Instituto Arqueológico Alemão, Roma (4 a 7 de Dezembro de 1979), Mainz, 1982, pp 202–209.